# Junius Lupus
Junius Lupus was een Romeins senator halverwege de eerste eeuw.
Lupus dankt zijn bekendheid aan de aanklacht die hij in 51 na Chr. indiende tegen Lucius Vitellius wegens majesteitsschennis en begeerte naar de troon. Aangezien keizer Claudius altijd erg op zijn hoede was voor mogelijke staatsgrepen, lag het in de lijn der verwachting dat de situatie zou uitlopen op een doodvonnis voor Vitellius. Claudius' vrouw Agrippina - die erg veel aan Vitellius te danken had - nam het echter voor Vitellius op en praatte zozeer op Claudius in dat deze de aanklacht tegen Vitellius liet varen en Junius Lupus in ballingschap stuurde.

## Antieke bron
- Tacitus, Annales XII 42.3.